# 1990-es labdarúgó-világbajnokság-selejtező (UEFA – 2. csoport)
Az 1990-es labdarúgó-világbajnokság európai 2. selejtezőcsoportjának mérkőzéseit, és a csoport végeredményét tartalmazó lapja. A csoportban körmérkőzéses, oda-visszavágós rendszerben játszottak egymással a labdarúgó-válogatottak. A selejtezőket 1988. október 19. és 1989. november 15. között rendezték. Az első két helyezett automatikus résztvevője lett az 1990-es labdarúgó-világbajnokságnak.
A csoportban Albánia, Anglia, Lengyelország és Svédország szerepelt.
Svédország végzett az első helyen és kijutott az 1990-es világbajnokságra, a második helyet pedig Anglia szerezte meg és szintén kijutott a világbajnokságra.

## Tabella
| Hely. | Csapat        | M | Gy | D | V | G+ | G– | Gk  | P  | Továbbjutás                          |     | Svédország | Anglia | Lengyelország | Albánia |
| ----- | ------------- | - | -- | - | - | -- | -- | --- | -- | ------------------------------------ | --- | ---------- | ------ | ------------- | ------- |
| 1.    | Svédország    | 6 | 4  | 2 | 0 | 9  | 3  | +6  | 10 | Kijutott az 1990-es világbajnokságra |     | —          | 0–0    | 2–1           | 3–1     |
| 2.    | Anglia        | 6 | 3  | 3 | 0 | 10 | 0  | +10 | 9  | Kijutott az 1990-es világbajnokságra |     | 0–0        | —      | 3–0           | 5–0     |
| 3.    | Lengyelország | 6 | 2  | 1 | 3 | 4  | 8  | −4  | 5  |                                      |     | 0–2        | 0–0    | —             | 1–0     |
| 4.    | Albánia       | 6 | 0  | 0 | 6 | 3  | 15 | −12 | 0  |                                      | 1–2 | 0–2        | 1–2    | —             |         |

## Mérkőzések
| 1988. október 19. |

| Anglia | 0 – 0       | Svédország |
| ------ | ----------- | ---------- |
|        | Jegyzőkönyv |            |

| Wembley, London Nézőszám: 65,628 Játékvezető: Gérard Biguet (francia) |

| 1988. október 19. |

| Lengyelország   | 1 – 0       | Albánia |
| --------------- | ----------- | ------- |
| K. Warzycha 78' | Jegyzőkönyv |         |

| Sziléziai Stadion, Chorzów Nézőszám: 35,000 Játékvezető: Mircea Salomir (román) |

| 1988. november 5. |

| Albánia   | 1 – 2       | Svédország                |
| --------- | ----------- | ------------------------- |
| Shehu 33' | Jegyzőkönyv | Holmqvist 68' Ekström 71' |

| Qemal Stafa, Tirana Nézőszám: 20,000 Játékvezető: Yusuf Namoğlu (török) |

| 1989. március 8. |

| Albánia | 0 – 2       | Anglia                |
| ------- | ----------- | --------------------- |
|         | Jegyzőkönyv | Barnes 16' Robson 63' |

| Qemal Stafa, Tirana Nézőszám: 30,000 Játékvezető: John Blankenstein (holland) |

| 1989. április 26. |

| Anglia                                            | 5 – 0       | Albánia |
| ------------------------------------------------- | ----------- | ------- |
| Lineker 5' Beardsley 12' Waddle 72' Gascoigne 88' | Jegyzőkönyv |         |

| Wembley, London Nézőszám: 60,602 Játékvezető: Einar Halle (norvég) |

| 1989. május 7. |

| Svédország               | 2 – 1       | Lengyelország   |
| ------------------------ | ----------- | --------------- |
| Ljung 85' N. Larsson 90' | Jegyzőkönyv | Tarasiewicz 87' |

| Råsunda Stadion, Stockholm Nézőszám: 35,032 Játékvezető: Kurt Röthlisberger (svájci) |

| 1989. június 3. |

| Anglia                          | 3 – 0       | Lengyelország |
| ------------------------------- | ----------- | ------------- |
| Lineker 23' Barnes 72' Webb 83' | Jegyzőkönyv |               |

| Wembley, London Nézőszám: 69,203 Játékvezető: Luigi Agnolin (olasz) |

| 1989. szeptember 6. |

| Svédország | 0 – 0       | Anglia |
| ---------- | ----------- | ------ |
|            | Jegyzőkönyv |        |

| Råsunda Stadion, Stockholm Nézőszám: 38,588 Játékvezető: Hubert Forstinger (osztrák) |

| 1989. október 8. |

| Svédország                              | 3 – 1       | Albánia              |
| --------------------------------------- | ----------- | -------------------- |
| Magnusson 20' Ingesson 55' Engqvist 89' | Jegyzőkönyv | Kushta 8' (11-esből) |

| Råsunda Stadion, Stockholm Nézőszám: 32,423 Játékvezető: José Rosa dos Santos (portugál) |

| 1989. október 11. |

| Lengyelország | 0 – 0       | Anglia |
| ------------- | ----------- | ------ |
|               | Jegyzőkönyv |        |

| Sziléziai Stadion, Chorzów Nézőszám: 32,423 Játékvezető: Emilio Soriano Aladrén (spanyol) |

| 1989. október 25. |

| Lengyelország | 0 – 2       | Svédország                            |
| ------------- | ----------- | ------------------------------------- |
|               | Jegyzőkönyv | P. Larsson 34' (11-esből) Ekström 60' |

| Sziléziai Stadion, Chorzów Nézőszám: 12,000 Játékvezető: Wieland Ziller (keletnémet) |

| 1989. november 15. |

| Albánia    | 1 – 2       | Lengyelország              |
| ---------- | ----------- | -------------------------- |
| Kushta 63' | Jegyzőkönyv | Tarasiewicz 45' Ziober 85' |

| Qemal Stafa, Tirana Nézőszám: 10,000 Játékvezető: George Smith (skót) |

## Góllövőlista
| 2 goals - Sokol Kushta - John Barnes - Peter Beardsley - Gary Lineker - Ryszard Tarasiewicz - Johnny Ekström 1 goal - Ylli Shehu - Paul Gascoigne - Bryan Robson - Chris Waddle | - Neil Webb - Krzysztof Warzycha - Jacek Ziober - Leif Engqvist - Hans Holmqvist - Klas Ingesson - Niclas Larsson - Peter Larsson - Roger Ljung - Mats Magnusson |